# 紧急状态
緊急狀態通常是指一個國家陷入或即將陷入危機，有可能會影響國家的發展及存亡，由國家元首使出超過平常法治範圍的特別措施。現在多數先進國家會將權力下放至國會，讓國會通過實施緊急狀態，再由國家元首宣佈全國進入緊急狀態。亦有由地方政府宣布實施的情況。根據危機程度的差別，使得採取緊急狀態的辦法也有所不同。

## 簡介
所謂的危機的代表，大多是指來自其它國家的武力攻擊、內戰、暴動、恐怖攻擊等，或者天災、瘟疫等，近些年来因為禽流感、非典型肺炎、新冠肺炎等疾病以及蝗禍、暴風雪、暴風雨、水災、森林大火等自然災害而發布緊急狀態的例子也開始增多。
緊急狀態時所採行的措施主要包含臨時調動公家職員（包含公務員、聘員、警察、消防及軍隊）、課徵特別稅賦、動員民眾、征用民生物資、派發國家的公共物品、施行宵禁和搜索民宅等行為，有時還會特別採取例如限制組黨結盟、集會自由、出入境自由等限制公民權的措施，因此緊急狀態和戒嚴的性質其實相當接近。

### 中華民國
在臺灣的中華民國政府依循的《中華民國憲法》增修條文第二條第三項規定總統（總統府）「為避免國家或人民遭遇緊急危難或應付財政經濟上重大變故，得經行政院會議之決議發布緊急命令，為必要之處置，不受憲法第四十三條之限制。」惟「須於發布命令後十日內提交立法院追認，如立法院不同意時，該緊急命令立即失效。」在實務上，臺灣民主化後僅在九二一大地震發生後由時任總統李登輝發布緊急命令，也是至今最近的一次。

### 中华人民共和国
2004年修订通过的《中华人民共和国宪法修正案》明确用紧急状态取代戒严，作为三类非常法律状态之一（另2类为战争和动员）。依据《宪法》第六十七条和第八十九条的规定，有权决定紧急状态的机关分别是全国人大常委会和国务院。其权限划分是：全国人大常委会有权决定全国或者个别直辖市、省、自治区、特别行政区进入紧急状态，国务院有权依照法律规定决定直辖市、省、自治区、特别行政区范围内部分地区进入紧急状态。
2020年，冠状病毒病在中国大陆爆发后，中国大陆多地将拒不不戴口罩、进出公共场所不听劝阻不扫码、拒不参加统一组织的核酸检测、刻意隐瞒行程、不履行疫情防控责任等违反防疫规定的行为均认定为“属于拒不执行人民政府在紧急状态情况下依法发布的决定、命令的行为”，可以按《中华人民共和国治安管理处罚法》第五十条第一款规定处罚。但中国大陆各地出现疫情后，尤其是2020年初武汉疫情期间，从未因疫情而经全国人大常委会决定、授权国务院宣布进入紧急状态。因此无论是从法理上还是事实上，都没有进入紧急状态，故相关法律及其执行也引发了争议。

### 香港
香港的《緊急情況規例條例》，又稱《緊急法》，是在1922年時由英屬香港殖民地政府，因應海員大罷工事件訂立，並於1997年過渡到特區政府繼續適用。訂立《緊急法》以來，港府或用以處理大型社會運動，在英屬香港期間，曾在1925年省港大罷工，1931年灣仔反日騷動，1956年雙十暴動和1967年六七暴動使用該法。在香港回歸後，則在2019年反對逃犯條例修訂草案運動引起的示威期間首次使用《緊急法》，並引起公衆關注。
《基本法》本身已经规定全国人大常委会可决定香港进入紧急状态，国务院从而可发布命令实施全国性法律。

### 澳門
《基本法》本身已经规定全国人大常委会可决定澳门进入紧急状态，国务院从而可发布命令实施全国性法律